# Musikåret 1906

## Händelser
- 6 april – Operasångaren John Forsell klappar till DN:s musikkritiker, kompositören Wilhelm Peterson-Berger på Gustav Adolfs torg [1].
- 17 april – Edvard Grieg spelar in sitt eget pianostycke på fonografrulle [1].
- 27 maj – Gustav Mahlers Symfoni nr 6 uruppförs i Essen i Tyskland.
- 3 december – Hugo Alfvéns Symfoni nr 3 uruppförs i Göteborg under tonsättarens ledning.

### Okänt datum
- Columbia gör de första inspelningarna med svenska artister, som Axel Ringwall och Åke Wallgren.[2]
- Tyska skivmärket Favorite ger ut sina första svenska inspelningar.[3]

## Årets sånger
- Señor Carl Francisco – La Golondrina [4]

## Födda
- 3 mars – Barney Bigard, amerikansk jazzmusiker (klarinett och tenorsaxofon).
- 5 mars – Gustaf Carlman, svensk organist och tonsättare.
- 14 mars – Nils Ericson, svensk skådespelare och sångare.
- 23 mars – Gunnar Johansson, svensk kapellmästare, kompositör, musikpedagog och musikdirektör.
- 9 april – Antal Doráti, ungersk dirigent.
- 28 maj – Aase Ziegler, dansk skådespelare och sångare.
- 3 juni – Joséphine Baker, amerikansk-fransk dansös, sångare och komedienne.
- 24 juni – Eskil Eckert-Lundin, svensk kapellmästare, kompositör, arrangör av filmmusik, impressario och musikadministratör.
- 30 juni – Karin Ygberg, svensk operettsångare.
- 7 juli – Anton Karas, österrikisk folkmusiker och cittraspelare.
- 15 juli – Arne Hedenö, svensk operettsångare och skådespelare.
- 19 juli – Klaus Egge, norsk tonsättare.
- 1 augusti – Sören Aspelin, svensk skådespelare, revyartist, kompositör, musiker (piano) och teaterchef.
- 4 augusti – Harry Persson, svensk skådespelare och sångare.
- 25 september – Dmitrij Sjostakovitj, rysk-sovjetisk tonsättare.
- 10 oktober – Yngve Westerberg, svensk kompositör.
- 6 november – Gus Dahlström, svensk skådespelare och musiker.
- 19 november – Stan Hugill, brittisk folkmusiker och historiker (inom sjömansvisor).
- 13 december – Ingemar Liljefors, svensk tonsättare och pianist.
- 24 december – Franz Waxman, tysk-amerikansk kompositör av filmmusik.

## Avlidna
- 12 februari – Anton Arenskij, 44, rysk tonsättare, dirigent, pianist och pedagog.
- 22 mars – Martin Wegelius, 59, finländsk tonsättare och musikpedagog.
- 8 oktober – Jenny Fahlstedt, 53, operettsångare, sångpedagog och tonsättare.
- 12 oktober – Alfred Hedenstierna, 54, svensk sångtextförfattare.

### Fotnoter
1. 1 2  100 år med Aftonbladet – 1906, 1999
2. ↑  ”78:or & film”. Arkiverad från originalet den 27 februari 2019. https://web.archive.org/web/20190227060228/http://musiknostalgi.atspace.cc/columbia.htm. Läst 3 juni 2011.
3. ↑  ”78:or & film”. Arkiverad från originalet den 22 juni 2019. https://web.archive.org/web/20190622014700/http://musiknostalgi.atspace.cc/favorite.htm. Läst 3 juni 2011.
4. ↑  ”Låtar du trodde var svenska”. Arkiverad från originalet den 26 oktober 2013. https://web.archive.org/web/20131026075436/http://gotiskaklubben.wordpress.com/2013/09/22/latar-du-trodde-var-svenska/. Läst 22 mars 2011.